# Blanca Fernández
Blanca Fernández de la Granja (* 4. April 1992 in León) ist eine spanische Leichtathletin, die im Mittel- und Langstreckenlauf an den Start geht.

## Sportliche Laufbahn
Erste internationale Erfahrungen sammelte Blanca Fernández im Jahr 2009, als sie bei den Jugendweltmeisterschaften in Brixen im 800-Meter-Lauf mit 2:14,49 min im Halbfinale ausschied und anschließend kam sie beim Europäischen Olympischen Jugendfestival (EYOF) in Tampere mit 2:11,67 min nicht über die erste Runde hinaus. Bei den Crosslauf-Weltmeisterschaften 2011 in Punta Umbría lief sie nach 22:36 min auf Rang 77 in der U20-Altersklasse ein und 2013 scheiterte sie bei den U23-Europameisterschaften in Tampere im 1500-Meter-Lauf mit 4:20,71 min in der Vorrunde. Im Jahr darauf gewann sie dann bei den U23-Mittelmeermeisterschaften in Aubagne in 4:17,89 min die Silbermedaille hinter der Italienerin Federica Del Buono. 2017 verpasste sie bei den Halleneuropameisterschaften in Belgrad im 3000-Meter-Lauf mit 9:13,38 min den Finaleinzug und anschließend belegte sie bei den Crosslauf-Weltmeisterschaften in Kampala in 24:29 min den siebten Platz in der Mixed Staffel. Zwei Jahre später gelangte sie bei den Crosslauf-Weltmeisterschaften 2019 in Aarhus nach 40:14 min auf den 59. Platz im Einzelrennen und 2021 schied sie bei den Halleneuropameisterschaften in Toruń mit 9:11,06 min im Vorlauf aus. Im Dezember wurde sie bei den Crosslauf-Europameisterschaften in Dublin nach 29:07 min 33. im Einzelbewerb. Im Jahr darauf schied sie bei den Europameisterschaften in München mit 10:00,26 min in der Vorrunde im Hindernislauf aus und 2024 verpasste sie bei den Europameisterschaften in Rom mit 10:08,59 min den Finaleinzug.
2017 wurde Fernández spanische Hallenmeisterin im 3000-Meter-Lauf.

## Persönliche Bestzeiten
- 800 Meter: 2:06,64 min, 20. Mai 2017 in Manresa
  - 800 Meter (Halle): 2:12,62 min, 19. Januar 2013 in Oviedo
- 1500 Meter: 4:09,23 min, 14. Juni 2017 in Huelva
  - 1500 Meter (Halle): 4:17,07 min, 8. Februar 2021 in Barcelona
- Meile: 4:30,06 min, 6. Juli 2017 in Lausanne
- 3000 Meter: 9:18,08 min, 16. Juni 2018 in Castellón
  - 3000 Meter (Halle): 9:01,67 min, 23. Januar 2021 in Valencia
- 5000 Meter: 15:52,39 min, 8. Juni 2019 in Los Corrales de Buelna
- 3000 m Hindernis: 9:35,21 min, 22. Mai 2024 in Nerja